# Сімферопольська агломерація
Сімферопольська агломерація — агломерація з центром у місті Сімферополі. Населення — 380 000 ос.
Головні чинники створення і існування агломерації: один з головних культурних та адміністративний центр АРК, одне з двох найбільших міст Криму.
У складі:
- входять до складу: Сімферополь, населені пункти Сімферопольської міської ради (Аграрне, Аерофлотський, Гресівський, Комсомольське, селище Бітумне) та навколишні села і смт.